# Fred Jackson, Jr.
Fred Jackson, Jr. (* ca. 1945) ist ein US-amerikanischer Saxophonist (Alt-, Tenor- und Baritonsaxophon) und Flötist des Fusion-Jazz. 
Nach seiner Armeezeit spielte Jackson 1967 und 1968 bei Ray Charles. Nach der Ausbildung am California Institute of the Arts war er 1971 Mitglied der Band von Bobby Hutcherson und war an der Einspielung von Head On beteiligt. Frank Zappa holte ihn zu den Aufnahmen von The Grand Wazoo. 1975 spielte er in der Big Band von Horace Silver. Während der nächsten drei Jahrzehnte war er vorrangig als Studiomusiker mit Jimmy Smith, Carole King, John Mayall, Maria Muldaur, Bill Cosby, Ry Cooder, Joe Sample, The Whispers, Solomon Burke, Diane Schuur sowie Earth, Wind & Fire aktiv.